# 滝山一揆
滝山一揆（たきやまいっき）は、1603年（慶長8年）11月、土佐国本山郷（高知県長岡郡本山町）にて、山内氏に対して起こされた、長宗我部遺臣の一領具足・高石左馬助らによる武装一揆。瀧山一揆、本山一揆ともいう。

## 概略
関ヶ原の戦いの以前より、土佐本山は長宗我部氏が一領具足の郷士らの領地を安堵していた特殊な地域であった。長宗我部氏の改易後も、郷士らは山内氏の支配に反対して領地安堵を要求し、百姓らを扇動して年貢上納を拒否させていた。
1603年（慶長8年）11月、本山支配の土佐藩家老・永原一照（山内刑部一照）は、郷士らが百姓らを扇動して年貢上納を拒否させていることを知り、中心人物である高石左馬助を呼び出して委細を詰問したが、高石は凶作を理由に上納を拒否したうえ、鉄砲5挺で武装して本山地区内の滝山に砦を築いて立て籠った。5日間の戦いの果てに一揆勢の敗色が濃厚となるや、高石は逃走したため、首謀者を失った百姓らは四散した。